# Dzierzgonka
Dzierzgonka (Duits: Sorgenort) is een plaats in het Poolse district  Elbląski, woiwodschap Ermland-Mazurië. De plaats maakt deel uit van de gemeente Markusy en telt 70 inwoners.